# Qatayef
Qatayef (en árabe: قطايف‎, [qā'ṭā:īf] (escucha )) o Katayef, es un postre árabe que se sirve comúnmente durante el mes de Ramadan, es una especie de bola de masa dulce rellena de crema o nueces.

## Etimología
La palabra de árabe Qatayef (en árabe: قطايف‎) se deriva del verbo árabe: qaṭaf, que significa recoger.

## Origen
Se cree de origen fatimí. Algunos creen que el Qatayef es creación de la Dinastía fatimí, sin embargo, su historia se remonta al Califato abasí, 566-653 d. C. El Qatayef fue mencionado en un libro de cocina árabe del siglo X que se remonta al Califato abasí por Ibn Sayyar al-Warraq llamado Kitab al-Ṭabīḫ (en árabe: كتاب الطبيخ‎, El Libro de los Platos). El libro fue traducido más tarde por Nawal Nasrallah, y lo nombró (Anales de la Cocina de los Califa). El Qatayef ha sido preparado tradicionalmente por los vendedores ambulantes, así como en los hogares de Levante y Egipto. Por lo general, se prepara utilizando queso Akkawi como relleno.

## Preparación
Qatayef es el nombre general del postre, pero el bateador, más específicamente, por lo general, está hecho de harina, polvo de hornear, agua, levadura, y a veces, se le agrega azúcar. El resultado de que la masa se convierta en una placa caliente redonda es semejante al de las panqueques, excepto de que sólo se cocina un lado, luego se rellena y se dobla. La masa se rellena con queso o crema sin sal o una mezcla de avellanas, nueces, almendras, pistachos, pasasitas, azúcar glas, Extracto de vainilla, extracto de rosas (ma-zahr ماء الزهر) y  canela. Luego se fríe o, menos frecuentemente, se hornea y se sirve con un jarabe dulce caliente o, a veces, con miel. Otra forma de servir el Qatayef es llenarlo con crema batida o Qishta (قشطة), doblarlo solo hasta la mitad y servirlo con jarabe perfumado sin freír ni hornear. Esta forma de servir se llama Assafiri Qatayef (قطايف عصافيري).